# 李保殷
李保殷，唐朝至五代十国后唐官员，河南洛阳人。
唐昭宗时，自隐士担任太子正字，改任钱塘县尉。浙东帅董昌征辟为推官，调补河府兵曹参军，历认长水县令、毛诗博士，官至太常少卿、端王傅。入朝为大理卿，参与撰写《刑律总要》十二卷；与兵部侍郎郗殷象论刑法事。后来降职为房州司马。后唐同光初年，担任殿中监，因他素有明法律的名声，被任命为大理卿；没有到任期，被他人所压制。李保殷说：“人们多有辟行，不要再自立邪道。”于是告病归家，在洛阳去世。